# John Quincy Adams
John Quincy Adams (Braintree, Massachusetts, 1767. július 11. – Washington, 1848. február 23.) amerikai politikus, 1825 és 1829 között az Amerikai Egyesült Államok 6. elnöke.

## Ifjúsága
A Massachusettsi Braintree-ben született 1767-ben. Az Egyesült Államok második elnökének John Adamsnek volt a fia. Apja karrierjét, temperamentumát és nézőpontjait vitte tovább.
Apja titkáraként Európában dolgozott, majd nyelvész lett. Miután lediplomázott a Harvard Egyetemen, ügyvédnek állt.
26 évesen kinevezték hollandiai nagykövetnek, azután előléptették s a berlini követségre került. 1802-ben megválasztották az Egyesült Államok szenátusába. Hat évvel később James Madison elnök kinevezte őt nagykövetnek Oroszországba.

## Politikai pályája

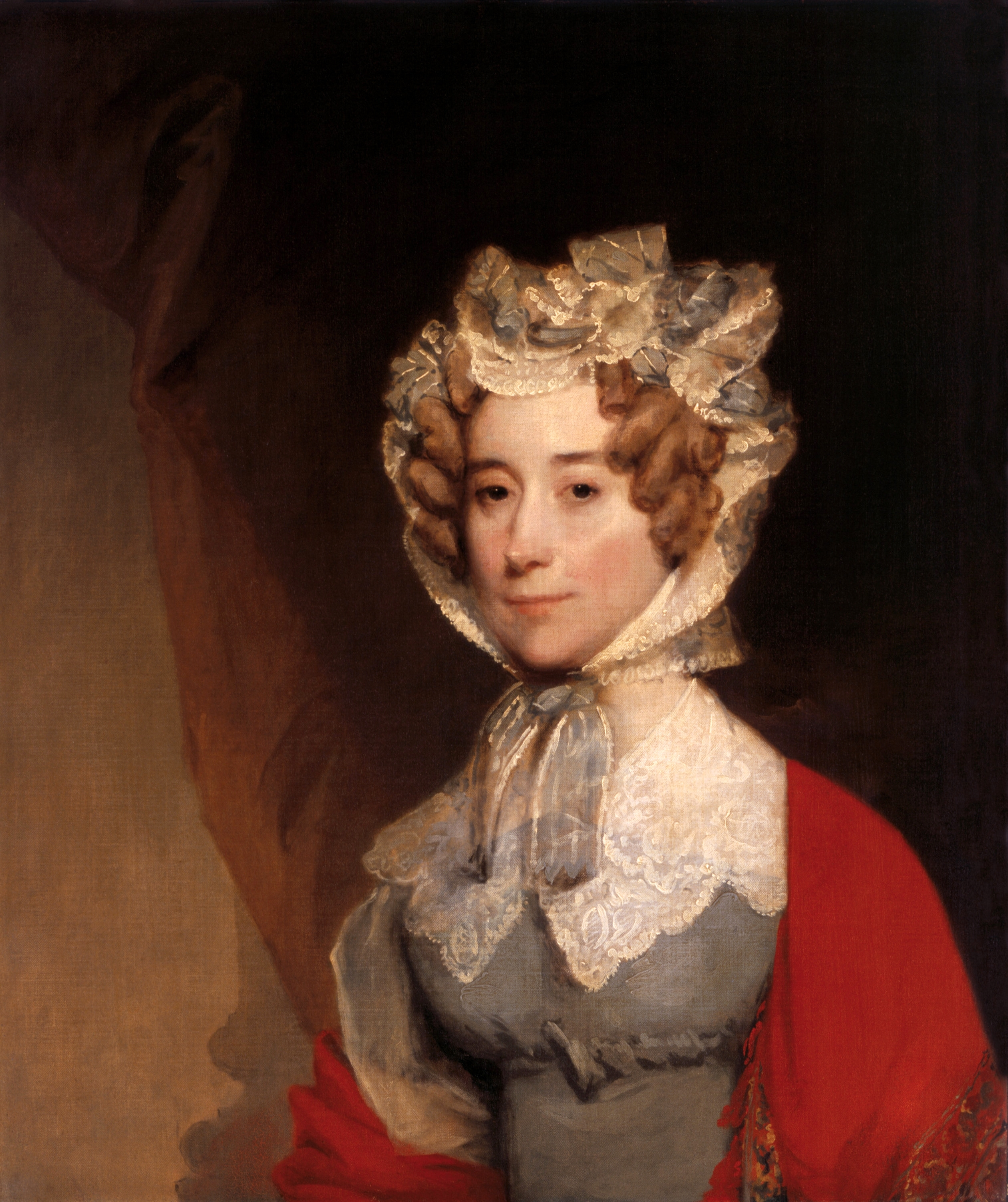
Felesége, Louisa Catherine Johnson (1775–1852)

Miközben Monroe elnök alatt szolgált, Adams Amerika egyik legismertebb külügyminiszterévé vált. Angliával szervezkedett az Oregoni ország közös foglalkozásáért, miközben Spanyolország az Adams–Onís-egyezménnyel lemondott Floridáról.
A korai 19. századi politikai hagyomány szerint Adams-et külügyminiszterként az elnöki pozíció várta. De ekkor 1824-ben úgy vélték pályáztatással[pontosabban?] kellene az elnököt kinevezni. A Republikánus Párton belül csak a frakcionalizmus fejlődött, mindegyik szekció elszállásolta az elnökségre pályázó saját jelöltjét. Adams, az Észak jelöltje, lemaradt Andrew Jackson-tól mindkét választási szavazásban. Jackson 153 544 szavazatot és 99 elektori voksot, Adams 108 740 szavazatot és 84 elektori voksot, William H. Crawford 46 618 szavazatot és 41 elektori voksot, Henry Clay 47 136 szavazatot és 37 elektori voksot kapott. Ha a választáson egyik jelöltnek sem volt meggyőző fölénye az elektori szavazatok számát tekintve, az alkotmány szerint a képviselőház döntött az elnök személyéről, mégpedig – a 12. alkotmánymódosításnak megfelelően – a legtöbb szavazatot elért három jelölt közül választhatott. A két esélyes Jackson és John Quincy Adams volt. A negyedik helyen álló jelölt, Henry Clay összefogott Adamssel, és így a képviselőház Adamset választotta elnöknek, Henry Clay pedig külügyminiszter lett. Adams Új-Anglia államnak adta a kulcsfontosságú támogatását a Fehér Házban. Ehhez hasonló programot támogatott Clay is.

## Elnöki évei
John Quincy Adamsnek ellenségekkel kellett szembenéznie a kongresszusban, mindazonáltal első évi üzenetében kinyilatkoztatta látványos nemzeti programjának tervét. Azt javasolta a szövetségi kormánynak, hogy az országutak és csatornák hálózatával hozza össze a szekciókat, őrizze meg a közterületet és fejlessze azt, miközben az alaptőkét állami földterületek eladásából teremtse elő.
Adams arra ösztönzött, hogy egy nemzeti egyetem létrehozásával vegyék át a művészetek és a tudományok fejlesztése feletti irányítást, tudományos expedíciókat finanszírozzanak és egy csillagvizsgálót is építsenek. A kritikusai kijelentették, hogy az ilyen rendelkezések alkotmányos korlátokat léptek túl.
Az 1828-as kampány idején, ellenfelei korrupcióval és nyilvános rablással vádolták meg. Ezeket a megpróbáltatásokat Adams nem viselte könnyen. A veresége után visszatért Massachusettsbe hogy élete hátralevő részében a farmján éljen. Váratlanul 1830-ban a Plymouthi kerület megválasztotta őt a Képviselőház fejének. Ezt természetesen elfogadta és erőteljes vezetőként lépett fel. Mindenekelőtt harcolt a polgári előjogok körülírása ellen.
1836-ban a déli képviselők elfogadtak egy cenzúra szabályt a rabszolgatartásról. Adams fáradhatatlanul harcolt nyolc éven keresztül a szabály ellen, míg végül kivívta hatálytalanítását. 1848. február 21-én agyvérzést kapott és összeesett a Fehér Házban. Ennek következtében két nappal később meghalt.

## Elődök és utódok
| Elődje: James Monroe | Az Amerikai Egyesült Államok elnöke 1825. március 4. – 1829. március 4. | Utódja: Andrew Jackson |